# Посмішка Бога, або Чисто одеська історія
«Посмішка Бога, або Чисто одеська історія» (рос. Улыбка Бога, или Чисто одесская история) — художній фільм, знятий за мотивами книги одеського письменника Георгія Голубенка «Руде місто, або нові одеські оповідання» (рос. Рыжий город, или Новые одесские рассказы).
В основу сценарію лягли оповідання «Пожежа на Слобідці» (рос. Пожар на Слободке), «Наметане око» (рос. Намётанный глаз), «Одна зелена цибулина і одне червоне яблуко» (рос. Одна зелёная луковица и одно красное яблоко), «Серце маклера», «Рудий російський блакитний» (рос. Рыжий русский голубой).
Фільм також відомий під назвою «Хід котом, або Чисто одеська історія» (рос. Ход котом, или Чисто одесская история).
За даними сайту filmz.ru, фільм, маючи бюджет 8,5 млн доларів, зібрав у прокаті всього 40 тис. доларів і є другим за збитковістю російським фільмом, знятим у 2004—2014 роках.

## Сюжет
Літній одеський емігрант Філіп Ольшанський доручає своєму онукові Алену привезти з Одеси кота, якого сам 1980 року залишив своїй коханій — Ганні Михайлівні.
Приїхавши до Одеси, Ален вирушає на екскурсію до катакомб, де його грабують гопники з Миколаєва, через що, заблукавши, він відстає від екскурсійної групи. Вийшовши з катакомб, Ален виявляє, що потрапив у 1954 рік. Потім він знайомиться з 19-річною Ганною Михайлівною, а також із власним дідом.
Під час несподіваної повені Ален знову потрапляє до катакомб, з яких виходить вже 1983 року; розпочинаються пошуки кота, якого дід залишив Ганні Михайлівні за три роки до того. У цей час Алена намагаються заарештувати: спочатку за дармоїдство, а потім уже як шпигуна, що й відбувається. Після різних пригод Ален повертається у 2008 рік і знайомиться з Оленою — онукою Ганни Михайлівни, на яку та дуже схожа. Вони відразу закохуються одне в одного, і Ален забуває, що в Чикаго в нього залишилася по-американськи прагматична дівчина.

## У ролях
- Іван Жидков — Ален Ольшанський
- Марія Горбань — Анна / Олена
- Антоніна Сутягіна — літня Ганна
- Армен Джигарханян — Філіп Ольшанський, дід Алена
- Дмитро Сергін — молодий Філіп Ольшанський
- Роман Карцев — Михайло Перельмутер, кравець, батько Ані
- Тамара Тана (США) — Ельвіра, екскурсоводка
- Олександр Панкратов-Чорний — Лев Ромуальдович Рижак
- Ніна Усатова — мадам Марія Парнокопитенко
- Тетяна Новик — сусідка Галя
- Вадим Жук[ru] — худий у катакомбах
- Капуччино — Кіт.

## Знімальна група
- Автори сценарію:
  - Володимир Аленіков[ru]
  - Георгій Голубенко
- Режисер-постановник: Володимир Аленіков
- Оператор-постановник: Кирило Давидофф
- Художник-постановник: Лариса Токарєва
- Композитор: Ігор Зубков[ru]

## Знімання
- За словами режисера фільму, ідея дідуся й кота з'явилася після того, як йому стала відома історія смерті улюбленого кота Джигарханяна на прізвисько Філ. Роль Діда від початку була задумана під Джигарханяна[3].
- Всі одеські персонажі у фільмі щось їдять. Філіп Ольшанський смокче льодяник, екскурсоводка Ельвіра — «Тік-так», водій туравтобуса Толя лузає насіння, кравець Перельмутер жує сухофрукти, мадам Парнокопитенко їсть цукерки, цеховик Гена — бутерброд, перехожі в 1983 році — пиріжки й насіння, Рижак — рачків, головлікар — тараньку, начальниця РАЦСу — рогалик, підполковник Ріпа — шоколад.
- Під час знімання сцени пожежі режисер Володимир Аленіков порвав зв'язки і наступні два місяці знімань, зокрема й під час найскладніших знімань у катакомбах, провів у колісному кріслі.
- Слобідський ринок зразка 1954-го знімали на вулиці Островського, на Слобідка.
- Інтернаціональний провулок, будинок 2, дійсно існує, але розташований не на Слобідці, а на Воронцовці. Внутрішній вигляд дворика знімали на Пересипі.
- Сцену пожежі знімали на території Одеської кіностудії. Там само, в басейні під відкритим небом, знімали й сцену повені.
- З фільму практично повністю вирізано сюжетну лінію з дівчиною Алена Джесікою (актриса Катерина Малікова), тому першоквітневий карнавал, який спочатку слугував фіналом фільму, відкриває фільм. Через це не закінченою стає сюжетна лінія з биндюжниками Вовчиком і Петюнею, ні про що не говорить глядачеві і присутність у фільмі голубів (фраза Алена «А ви навіть голубів не боїтеся!»), а також оперна арія про корабель, яка звучить у Алена в машині на початку фільму. З пісні «Карнавал» партію Джесіки теж видалили.
- З невідомих причин із фільму видалено сцени з собакою, яку для знімання готував Одеський дресирувальник Олег Радомисльский.

## Нагороди
- 2008, 15 серпня — XVI російський національний фестиваль «Вікно в Європу»[ru]. Головний приз «Великий золотий човен» (рос. Большая золотая ладья) в конкурсі «Виборзький рахунок» (рос. Выборгский счёт), 3 місце
- 2008, 25 вересня — VI російський кінофорум «Амурська осінь» (Благовєщенськ). Спеціальний Приз «За збереження і примноження кращих традицій вітчизняного кінематографа»
- 2008, 21 грудня — IX Відкритий кінофестиваль «Посміхнися, Росіє!»:
  - лауреат у номінації «За прекрасний акторський ансамбль» (Володимир Аленіков)
  - лауреат у номінації «За найкращу музику» (Ігор Зубков)
- 2009, 3 квітня — XV кінофестиваль «Література і кіно[ru]» (Гатчина):
  - Приз «Гранатовий браслет» — «За іронічний зв'язок часів»
  - Приз «За найкращу чоловічу роль» (Іван Жидков)
- 2009, 5 травня — офіційна участь картини в конкурсі Міжнародного кінофестивалю (Сірак'юс, США). Диплом журі
- 2009, 22 червня — офіційна участь у російській програмі XXXI Московського міжнародного кінофестивалю
- 2009, 28 червня — XVII Міжнародний кінофестиваль акторів кіно «Сузір'я» (Твер). Приз «За найкращий акторський ансамбль» (Володимир Аленіков)
- 2009, 6 червня — I Чебоксарський міжнародний кінофестиваль. Приз «За найкраще виконання чоловічої ролі» (Іван Жидков)
- 2009, 21 листопада — офіційна участь у програмі російського кіно XVI Міжнародного кінофестивалю «Листопад» (Мінськ)
- 2009, 12 грудня — IV Міжнародний кінофестиваль сімейних і дитячих фільмів «У колі сім'ї» (Єкатеринбург):
  - Продюсерський приз «За прийняття найкращого продюсерського рішення»
  - Приз «За найкращу режисуру» (Володимир Аленіков)
- 2010, 3 липня — I Всеросійський кінофестиваль «Єйський маяк» (Єйськ). Гран-Прі

## Релізи
- Росія. Реліз на DVD компанії «Парадіз-ВC» (24 грудня 2009) з двома звуковими доріжками (Російська Dolby Digital 5.1 та Російська Dolby Digital 2.0) з англійськими субтитрами. Додатково диск містить видалені сцени («Прощання з Джесікою», «Родичі», «Альтернативний фінал»), фільм про фільм, фотогалерею, пісні з фільму, біографії режисера та акторів, фільм із коментарями режисера В. Алєнікова, інформацію про нагороди та фестивалі.
- Україна. Компанія «Інтерфільм» випустила фільм на DVD без додаткових матеріалів з українськими субтитрами.